# Куттяро
Куття́ро (Куттяро-Ко; яп. 屈斜路湖) — кратерное озеро на востоке японского острова Хоккайдо. Располагается на территории округа Кусиро в восточной части префектуры Хоккайдо. Относится к бассейну Тихого океана. Входит в состав национального парка Акан.
Озеро находится в крупной кальдере, на высоте 121 м над уровнем моря. Площадь озера составляет 79,3 км², глубина достигает 117,5 м. Наибольшие глубины приходятся на северную часть акватории. Берега покрыты лесом, есть термальные источники, протяжённость береговой линии — 57 км.
Сток из озера идёт на север через реку Кусиро в Тихий океан.